# 1857 en France
Chronologie de la France
- 1853
- 1854
- 1855
- 1856
- 1857
- 1858
- 1859
- 1860
- 1861

Cette page concerne l'année 1857 du calendrier grégorien.

## Événements
- 1er janvier : tout navire à voiles non pourvu de machine cesse d’être considéré comme un navire de guerre.

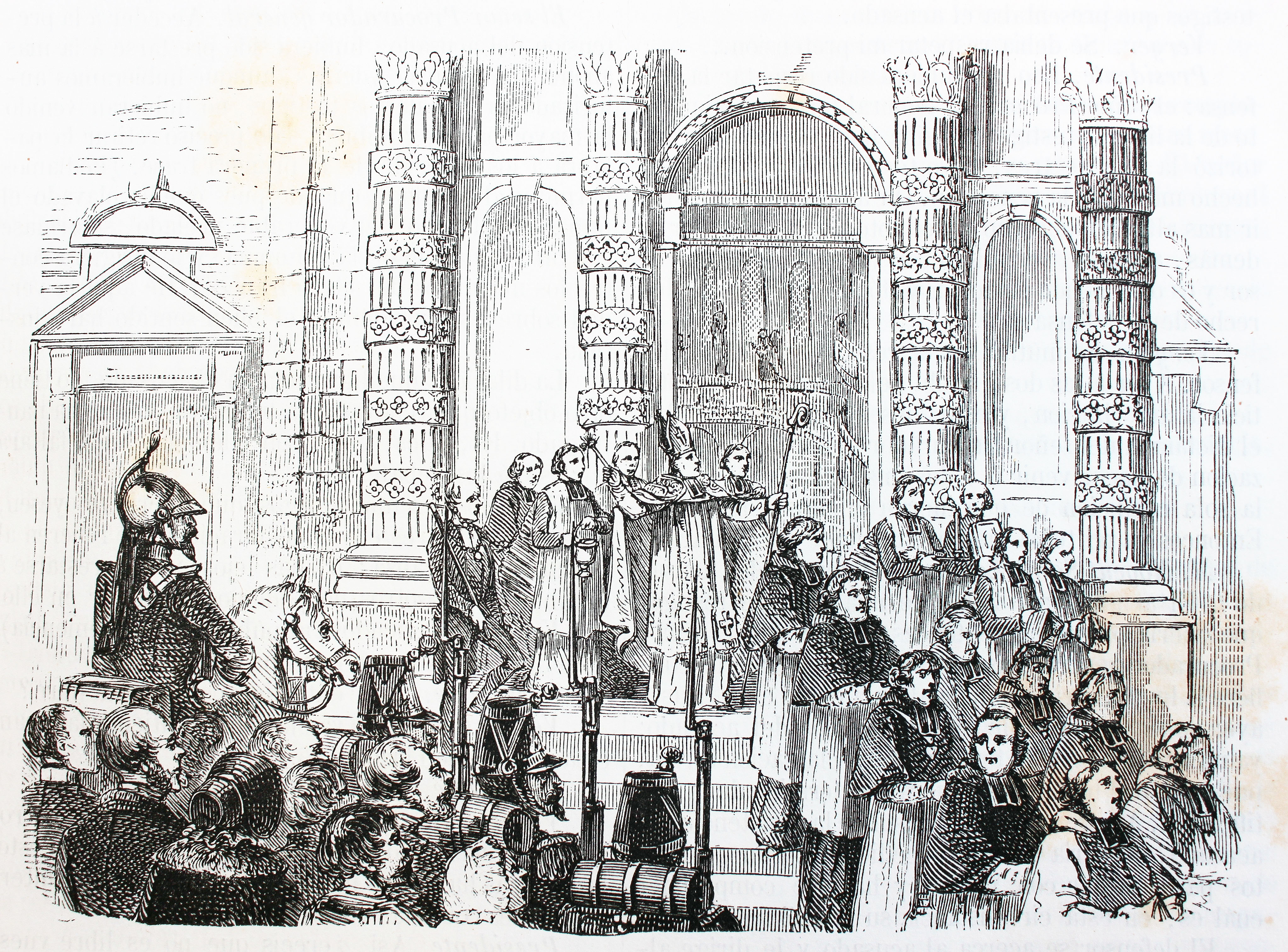
Assassinat de Mgr Sibour.

- 3 janvier : l'archevêque de Paris, Mgr Sibour, est poignardé et tué dans l'église Saint-Étienne-du-Mont (Paris), par l'abbé Jean-Louis Verger, prêtre interdit et dément, opposé au dogme de l'Immaculée Conception. Verger, condamné à mort le 17 janvier, est exécuté le 30[1]. Le cardinal et archevêque de Tours, Morlot, est nommé archevêque de Paris le 24 janvier[2].
- 14 janvier : treize colons parmi lesquels Théodore Bérard, ancien commissaire de la marine, et une quinzaine d'ouvriers hawaiiens sont tués par les Kanaks sur l'habitation Bérard, au Mont-Dore, en Nouvelle-Calédonie ; Les chefs Kuindo et Kandio réunissent 400 guerriers pour chasser les Français de  Port-de-France, opération déjouée au dernier moment ; après la répression qui détruit les villages et les récoltes des mélanésiens, le chef Kuindo se soumet sans condition le 30 juillet, ce qui permet d’établir la domination française sur tout le sud de l'île[3].
- 29 janvier et 7 février : procès de Gustave Flaubert pour le roman Madame Bovary pour « outrage à la morale publique et religieuse et aux bonnes mœurs ». Il est acquitté et l'ouvrage parait le 15 avril[4].

- 27 mars : le négociant marseillais Victor Régis, fondateur et directeur de la maison Régis Aîné, conclut avec le ministère de la Marine et des Colonies une convention d’« immigration africaine ». Il s’engage à introduire en cinq ans vingt mille Africains « libres » de l’embouchure du fleuve Congo pour aller travailler en Guadeloupe et en Martinique (1857-1862)[5]. L’affaire est condamnée par les Britanniques.

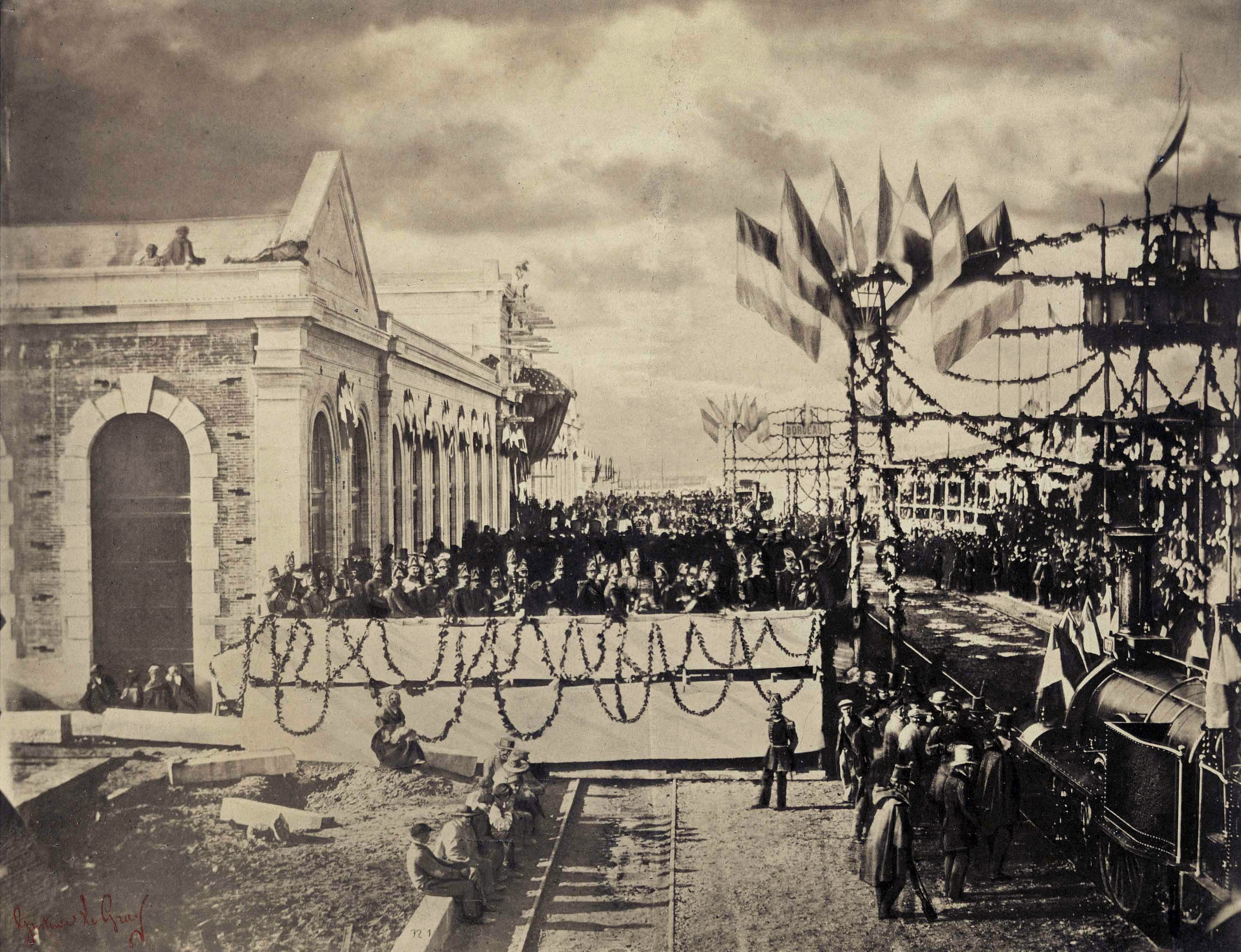
2 avril : inauguration du chemin de fer de Toulouse à Cette. Photographie de Gustave Le Gray.

- 2 avril : inauguration de la ligne de chemin de fer entre Bordeaux et Cette (Sète)[6]. La ligne est ouverte le 22 avril[7].
- 11 avril : création de la compagnie du chemin de fer Paris-Lyon-Méditerranée (PLM) par fusion de la compagnie du chemin de fer de Lyon à la Méditerranée (LM) et de la nouvelle compagnie du chemin de fer de Paris à Lyon (PL)[8].
- 18 avril : Allan Kardec publie la première édition du Livre des Esprits et établit la doctrine du Spiritisme[9].

- 25 avril : ouverture de la section de Nangis à Chaumont de la ligne Paris-Est - Mulhouse-Ville[7].

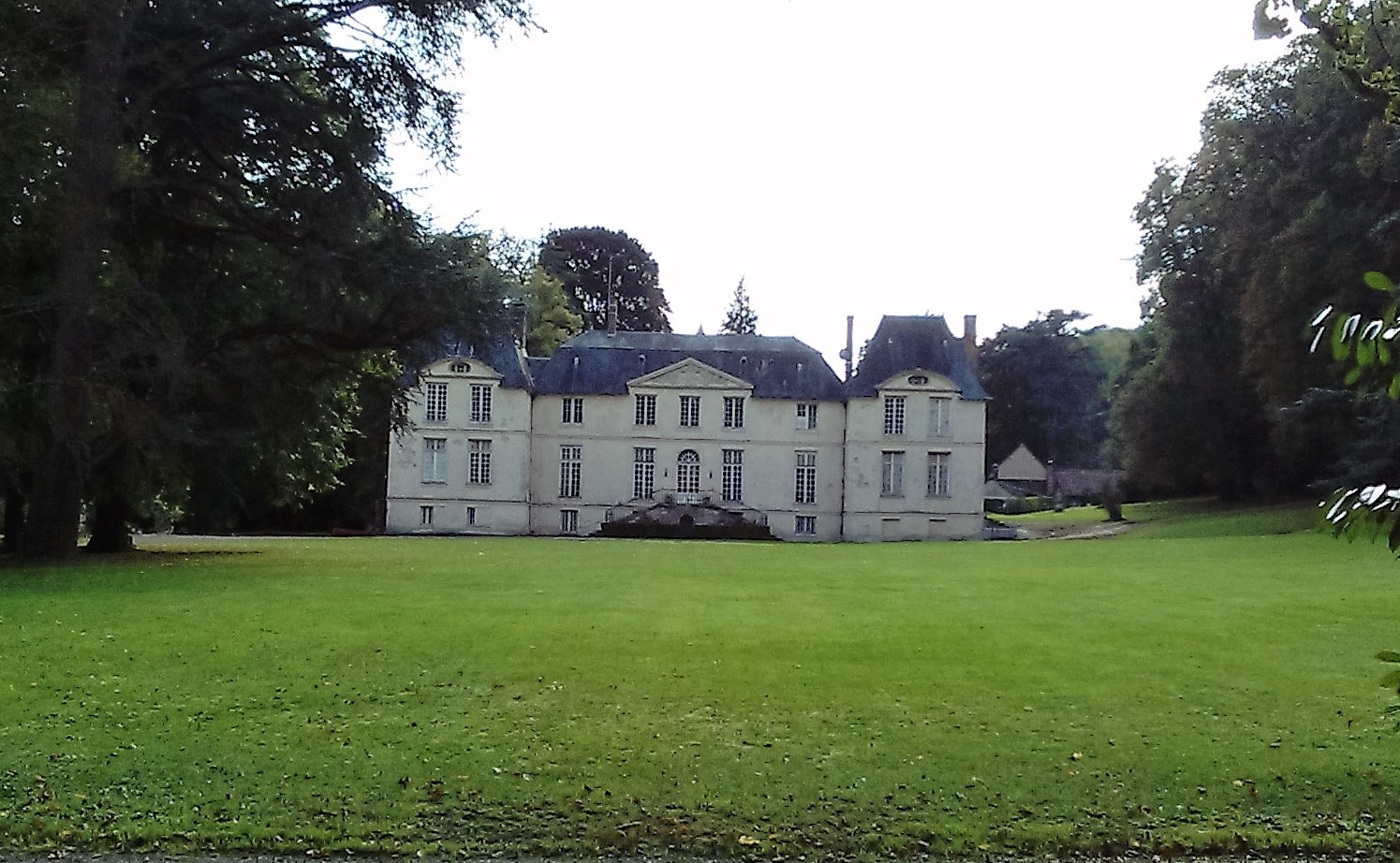
Le château de Jeufosse.

- 12 juin : affaire de Jeufosse. Le garde-chasse de la famille Jeufosse, Jean-Baptiste Crépel, tue Émile Guillot qui poursuivait de ses assiduités Blanche de Jeuffosse et s'était introduit dans le parc de la propriété de Saint-Aubin-sur-Gaillon ; Mme de Jeuffosse et ses deux fils, accusés d'avoir commandité le meurtre, sont arrêtés. Tous les accusés sont acquittés par la cour d'assises d'Évreux le 18 décembre 1857[10].
- 19 juin : promulgation de la loi relative à l'assainissement et de mise en culture des Landes de Gascogne[11].
- 21 et 22 juin : élections au corps législatif. 90 % des voix vont aux « candidats officiels » de l'Empire (35 % d’abstentions). Seuls cinq opposants républicains sont élus dans les grandes villes (Jules Favre, Ernest Picard, Émile Ollivier, Louis Hémon et Alfred Darimon)[12].
- 25 juin : parution des Fleurs du mal de Charles Baudelaire. L'ouvrage déclenche de nombreuses polémiques, allant jusqu'au procès. Le 5 juillet Gustave Bourdin signe un article violent dans Le Figaro. Le 20 août, l'auteur et ses éditeurs sont condamnés pour outrage à la morale publique[13].

- 1er juillet : ouverture de la section Mondeville - Caen de la ligne de Paris à Cherbourg (compagnie des chemins de fer de l'Ouest)[7].
- 11 juillet : le dernier réduit de la résistance kabyle au Djurdjura est pris d’assaut par les troupes françaises. La maraboute Lalla Fatma N'Soumer est capturée[14]. Avec la soumission de la Grande Kabylie, la France met fin à la résistance algérienne.
- 18 juillet : le siège de Médine est levé à la suite de l’intervention de Louis Faidherbe qui contraint le chef tidjaniste El Hadj Omar à battre en retraite[15]. La France entreprend l’occupation du Mali.
- 20 juillet : ouverture de la voie ferrée de Coutras à Périgueux[7].
- 21 juillet : décret de Plombières-les-Bains. Louis Faidherbe crée un bataillon de tirailleurs sénégalais, en majorité des esclaves rachetés à leurs maîtres contre un engagement de 12 à 14 ans[16].

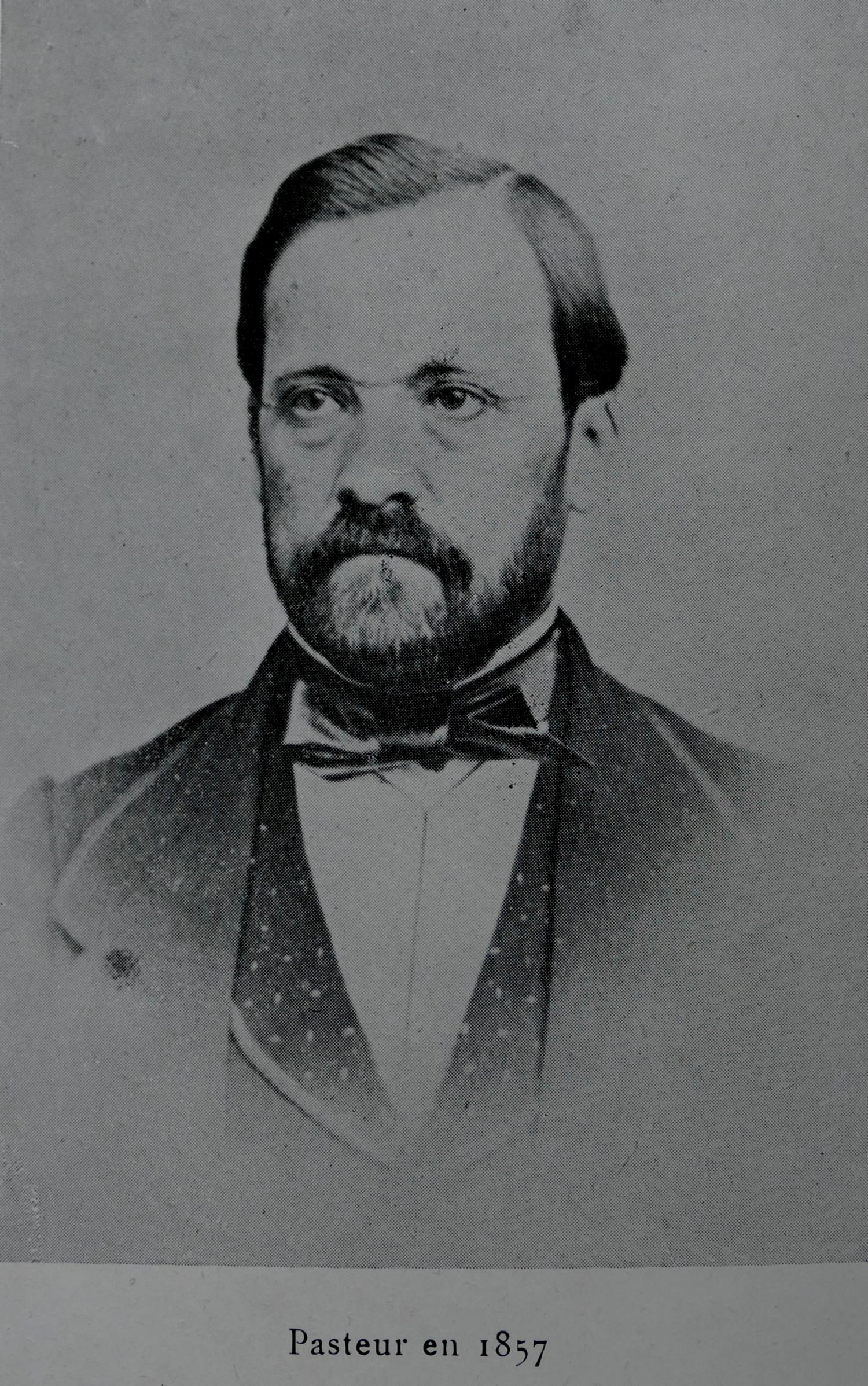
Louis Pasteur en 1857.

- 3 août : Louis Pasteur présente à la Société des sciences, de l'agriculture et des arts de Lille un Mémoire sur la fermentation appelée lactique. Il conçoit que les fermentations sont dues à la présence de micro-organismes[17].
- 5 août : Napoléon III et l'Impératrice Eugénie inaugurent la partie du Havre aménagée à la suite du décret impérial supprimant l'enceinte[18].
- 12 août : création de la médaille de Sainte-Hélène, première « médaille commémorative » française, pour récompenser les vétérans des guerres de la Révolution et de l’Empire[19].
- 31 août : Napoléon III et le roi Victor-Emmanuel inaugurent le début de la percée du tunnel du Mont-Cenis achevé en 1871. Le lendemain, les deux souverains posent la première pierre du pont sur le Rhône à Culoz[20].

- 25 - 27 septembre : rencontre entre Alexandre II de Russie et Napoléon III à Stuttgart. Rapprochement franco-russe contre l’Autriche (1857-1862)[21].

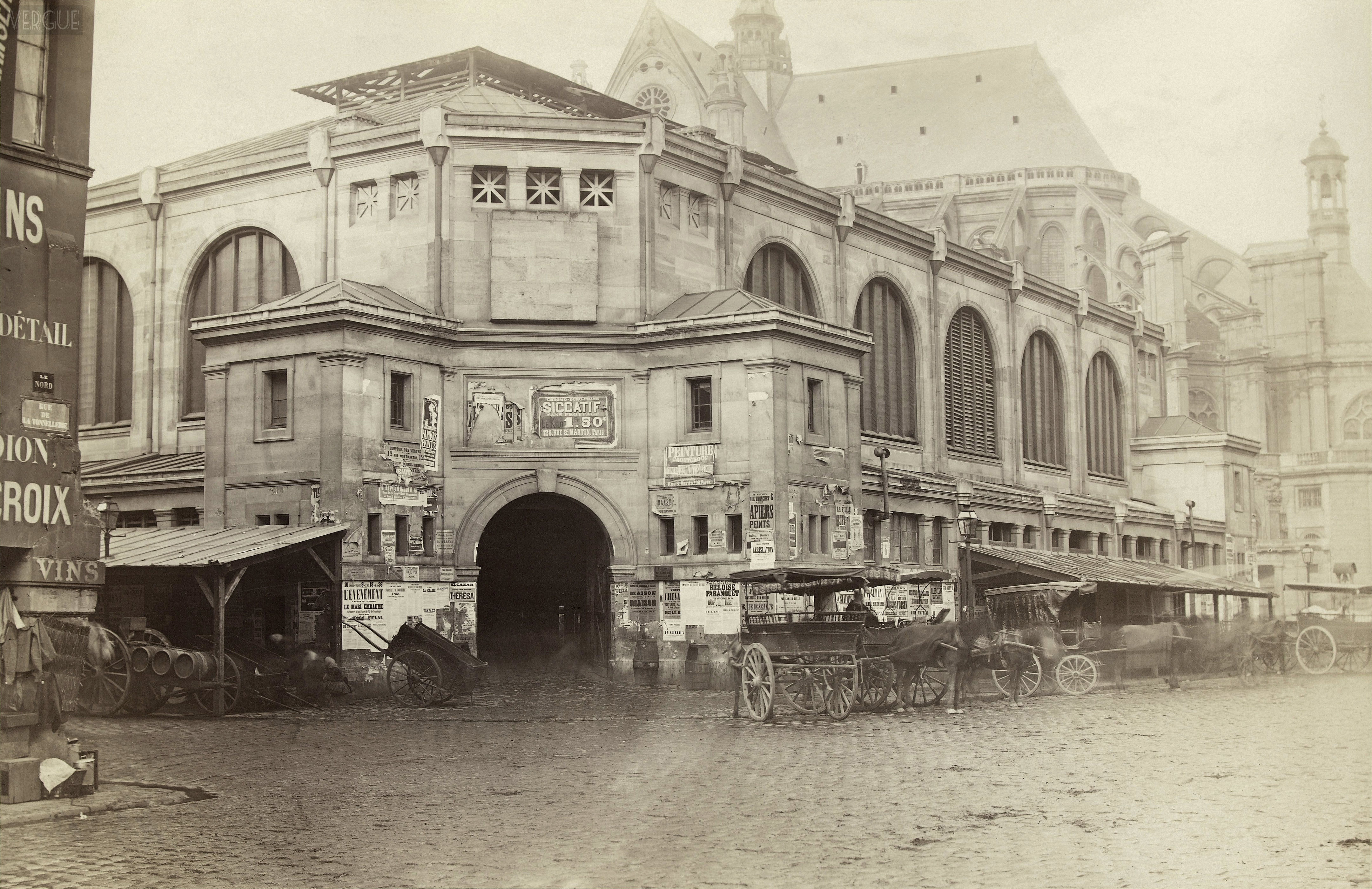
Premier pavillon des Halles centrales, rue de la Tonnellerie. Paris, 1er janvier 1866.

- 26 octobre : inauguration des deux premiers pavillons des Halles centrales à Paris. Deux autres sont achevés le 28 décembre[22].
- Novembre : publication du premier numéro du bulletin de l’Œuvre des Écoles d’Orient[23], un des plus vieux titres de la presse française.

- 28-29 décembre, Seconde guerre de l'opium : opération navale franco-anglaise sur Canton, qui est occupée. Les Qing, débordés par la révolte des Taiping, sont incapables de résister aux pressions occidentales[24].